# Kim Hye-yeong
Kim Hye-yeong (koreanisch 김혜영; * 26. Februar 1995 in Südkorea) ist eine südkoreanische Fußballspielerin. Seit 2014 spielte sie die A-Nationalspielerin ihres Landes.

## Karriere

### Verein
Kim spielt für den Verein Gyeongju Korea Hydro & Nuclear Power WFC als Mittelfeldspieler.

### Nationalmannschaft
Seit 2014 spielt Kim Hye-yeong für die Südkoreanische Fußballnationalmannschaft der Frauen. Zudem nahm sie an der Fußball-Weltmeisterschaft der Frauen 2015 teil. Bisher absolvierte sie 7 Länderspiele.